# 藤丸由華
藤丸 由華（ふじまる ゆか、1973年5月11日 - ）は、日本のフリーアナウンサー。

## 来歴
東京都杉並区で生まれ、東京都と神奈川県で育つ。父親の転勤により、中学・高校時代には大阪府に住んでいた。
聖心女子大学文学部日本語日本文学科を卒業後、1996年にTOKYO FMに入社。同局のアナウンサーを務めた後、2008年に退社した。
その後は主にフリーのラジオパーソナリティとして活動。また、2008年10月からは All About「東京」部門のガイドも務めている。

## 担当番組
- 山本シュウのエモーショナル・ビート（TOKYO FM） - 19時台「スポーツライン」リポーター[5]
- TOKYO FM SPORTS Field Of Love（TOKYO FM）
  - FC東京 DA FIRE!!（1998年 - 2006年3月）[6]
  - サッカーFIFAワールドカップ日韓大会・日本民間放送連盟特別番組出演（2002年）
  - アテネ五輪現地特派員（2004年）
  - サッカーFIFAワールドカップドイツ大会・現地特派員（2006年）
- ウェイク・アップ・トーキョー（TOKYO FM） - 木曜・金曜担当[7]
- サウンドプレビュー東京1週間（TOKYO FM）[7]
- ブランニュー・モーニング（TOKYO FM） - 木曜担当[8]
- スポーツ・フライデーK-Bar → 杉本清のK-BAR（TOKYO FM）[8][9]
- 坂上みきのBeautiful（TOKYO FM） - 「藤丸由華のプチ★ビューティフル」担当[10]
- MAGICAL DASH!（TOKYO FM、2006年4月 - 9月）
- FM FESTIVAL LOCK ON ROCK 06/07（TOKYO FM） - アシスタント（2006年11月3日・12月21日・2007年2月12日）
- Heart Sharing（TOKYO FM）[1]
- FC東京式 ニュースなあいつ（TOKYO FM）[1]
- Panasonic Melodious Library（TOKYO FM） - アシスタント[11]
- OH! HAPPY MORNING（JFNC） - 「OH! HAPPY STYLE」金曜日の東京情報担当。All About のガイドとして出演。